# Cindy Wright
Cindy Wright (Herentals, 1972) is een Belgisch beeldend kunstenaar. Haar werken bestaan uit fotorealistische schilderijen en tekeningen, die vaak monumentale formaten aannemen. Wright studeerde aan de Koninklijke Academie voor Schone Kunsten (1992-1996) en het HISK (Hoger Instituut voor Schone Kunsten, 2005-2006) in Antwerpen. Zij leeft en werkt in Antwerpen.

## Thema's
Wrights werken sluiten nauw aan bij de Europese 17e-eeuwse schildertraditie, waarin het stilleven symbool staat voor de vergankelijkheid. Haar werk vertrekt vanuit de eigen fotografie: close-ups van vlees, gezichten, of texturen in verval en opstellingen met schedels, dode dieren en fruit komen regelmatig terug. Soms wekken de werken een bijna morbide indruk door hun formaat en, in detail, de vlezige texturen in de verf: blokjes spek worden, bijvoorbeeld, uitvergroot tot schilderijen van bijna vier meter breed en hoog, de huid van de geportretteerden wordt in haast microscopisch detail weergegeven.

## Tentoonstellingen en publicaties

### Opmerkelijke tentoonstellingen
Cindy Wright stelde onder meer tentoon in het Kasteel van Gaasbeek (België, 2018), National Gallery, Wroclaw (Polen, 2017), Kunstvereniging Diepenheim (NL, 2016), het ModeMuseum (Antwerpen, 2015), het Koninklijk Museum voor Schone Kunsten (Antwerpen, 2013), het Las Vegas Art Museum (Verenigde Staten, 2006), National Portrait Gallery, Londen (2003) en in galeries in België, Korea, de Verenigde Staten (New York, Los Angeles), en Nederland.  

### Publicaties (selectie)
- All Well, een monografie met een overzicht van het oeuvre van Wright. MER, 2018.
- Hedendaagse tekeningen, Drawing Front, Drawingcenter Diepenheim, 2016.
- Nature Morte: Contemporary Artists reinvigourate the Still-Life Tradition, Michael Petry, Thames & Hudson, 2013.
- The mind of the artist, Jan Ceuleers, Galerie Ronny Van De Velde, 2013.
- Artists handbook, Expanding Witteborn’s collection with an international selection of contemporary artists including all the leading Belgian artists of today. Ronny Van de Velde & Ludion, 2008.